# Charles Waldron Buckley

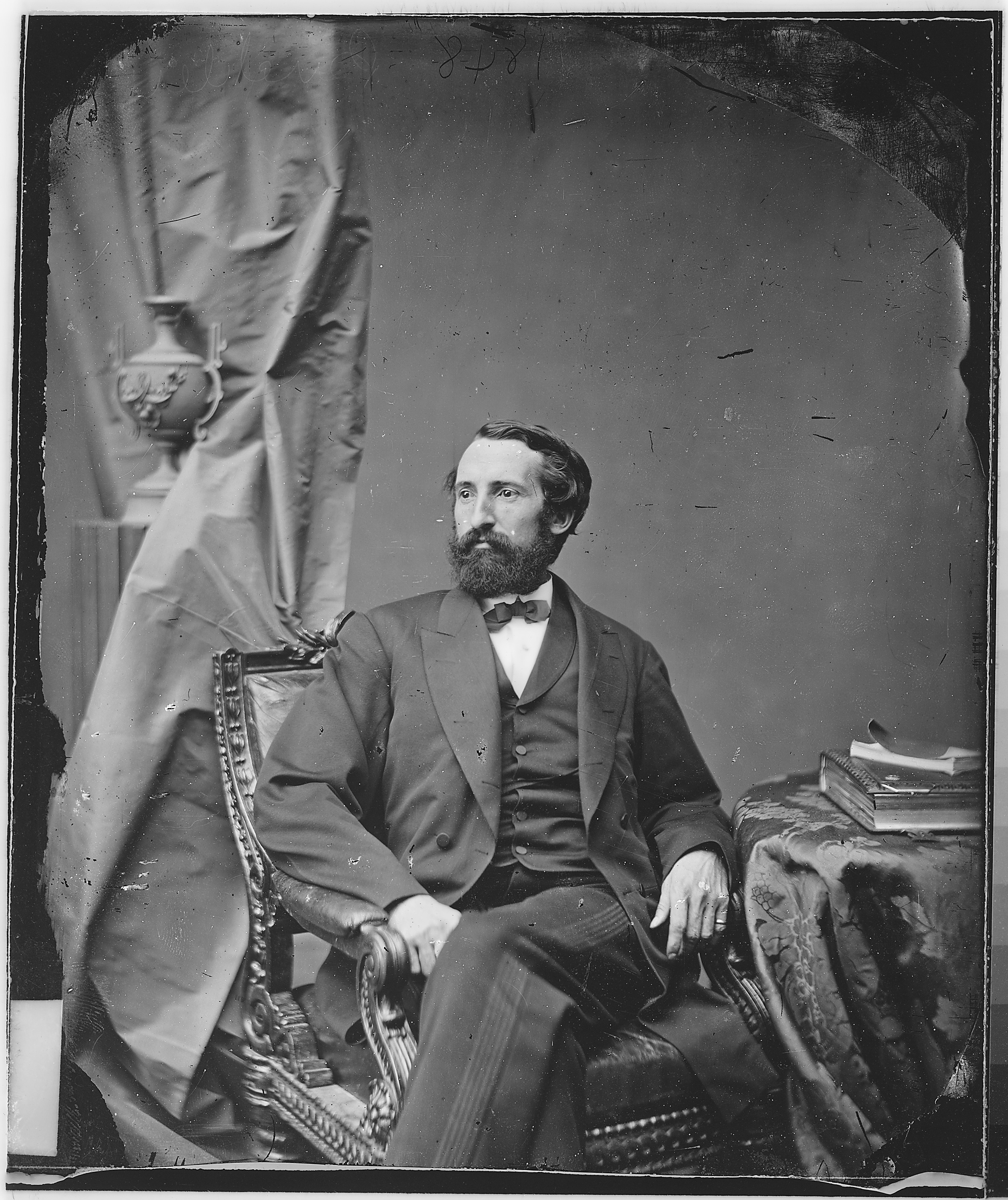
Charles Waldron Buckley

Charles Waldron Buckley (* 18. Februar 1835 in Unadilla, Otsego County, New York; † 4. Dezember 1906 in Montgomery, Alabama) war ein US-amerikanischer Geistlicher, Richter und Politiker (Republikanische Partei).

## Leben
Charles Buckley besuchte die öffentlichen Schulen in Unadilla und Freeport (Illinois), wohin seine Eltern 1846 zogen. Er graduierte 1860 am Beloit College in Wisconsin und 1863 am Union Theological Seminary in New York City. Buckley diente vom 9. Februar 1864 bis zum 5. Januar 1866 im Heer der Union, wo er als Kaplan im 47. Regiment, United States Colored Volunteer Infanterie und 8. Regiment, Louisiana Colored Infanterie tätig war. Danach war er in den Jahren 1866 und 1867 für das Bureau of Refugees and Freed Men als Superintendent of Education in Alabama tätig. In dieser Zeit lebte er in Montgomery.
Buckley verfolgte ebenfalls eine politische Laufbahn. Er nahm 1867 als Delegierter an der verfassungsgebenden Versammlung von Alabama teil. Ferner verfolgte er landwirtschaftliche Tätigkeiten und engagierte sich in Banken-, Feuerversicherungs- und Bergbaugeschäften. Nach der Wiederaufnahme von Alabama in die Union wurde er in den 40. US-Kongress gewählt und in die zwei nachfolgenden Kongresse wiedergewählt. Buckley entschied sich 1872 gegen eine Kandidatur für den 43. Kongress. Er war im US-Repräsentantenhaus vom 21. Juli 1868 bis zum 3. März 1873 tätig. Buckley bekleidete zwischen 1874 und 1878 den Posten eines Nachlassrichters im Montgomery County. Danach ging er wieder seinen Geschäften im Banken- und Feuerversicherungssektor nach. Er war zwischen 1881 und 1885, dann zwischen 1890 und 1893 sowie zwischen 1897 und 1906 Postmaster von Montgomery. Während dieser Zeit nahm er 1896 als Delegierter an der Republican National Convention teil. Er verstarb 1906 in Montgomery, sein Leichnam wurde dann nach New York City überführt, wo er auf dem Woodlawn Cemetery beigesetzt wurde.